# Alandia Cup
Alandia Cup är en internationell fotbollsturnering för 11-åringar på Åland. Turneringen har pågått varje år sedan 1978 och har vuxit stadigt sedan dess. De senaste åren har över 1000 spelare deltagit, främst från Sverige och Finland. Genom åren har även lag från bland annat England, Estland och Ryssland deltagit i turneringen. Sedan 1981 spelas Alandia Cup i två ålderklasser F11 och P11, det vill säga flickor 11 år och pojkar 11 år. Till turneringen 2017 är antalet anmälda lag 123. Finalen och de viktigaste matcherna spelas på Wiklöf Holding Arena i Mariehamn.
Namnet Alandia Cup kommer av det latinska ordet för Åland, Alandia.